# Reacción de Boekelheide
La reacción de Boekelheide o transposición de Boekelheide es una reacción de N-óxidos de 2-metilpiridina. Ésta procede cuando son tratadas con anhídrido trifluoroacético y el oxígeno del átomo de nitrógeno migra hasta el grupo metilo. Fue descubierta por el químico Virgil Boekelheide (1919-2003) de la Universidad de Oregón.

## Mecanismo
La reacción procede en tres etapas consecutivas:
a) El oxígeno del N-óxido de 2-metilpiridina ataca al carbono altamente electrofílico del anhídrido. Se produce una adición seguida inmediatamente con eliminación del anión trifluoroacetato.
b) El anión trifluoroacetato toma el protón del grupo metilo y forma un intermediario insaturado que transpone de la misma forma que una transposición de Claisen, formándose así el éster trifluoroacético de la 2-hidroximetilpiridina .
c) El último paso es la hidrólisis del éster.
Esta reacción puede aplicarse en alquilpiridinas que presenten un hidrógeno disponible en el sustituyente de la posición 2. 
- Wikimedia Commons alberga una categoría multimedia sobre Reacción de Boekelheide.